# 埃爾德雷德冰川
埃爾德雷德冰川（英語：Eldred Glacier），是南極洲的冰川，位於南設得蘭群島的喬治王島北岸，處於波茨峰以東，全長5公里，在1960年由英國南極名稱諮詢委員會命名，該冰川現時由南極條約體系管理。